# الاستفتاء على الدستور البوروندي 2018
 تم إجراء استفتاء دستوري في بوروندي في 17 مايو 2018. تمت الموافقة على التعديلات المقترحة على الدستور من قبل أكثر من 70٪ من الناخبين.

## التغييرات المقترحة
ستعيد التغييرات المقترحة تقديم منصب رئيس الوزراء وتقليل عدد نواب الرئيس من اثنين إلى واحد.  كما أنها تنطوي على زيادة فترة الرئاسة من خمس إلى سبع سنوات، مع قصر فترة الرئيس على فترتين متتاليتين. ومع ذلك، ستسمح التعديلات أيضًا للرئيس الحالي بيير نكورونزيزا، الذي يشغل المنصب منذ عام 2005، بالترشح لإعادة انتخابه،  على الرغم من قضائه ثلاث فترات بالفعل.
كما أن التعديلات تقلل الأغلبية البرلمانية المطلوبة لتمرير التشريعات.

## ما قبل الاستفتاء
في ديسمبر 2017، هدد نكورونزيزا الناس بعدم القيام بحملة ضد التغييرات المقترحة.  فتحت نافذة الحملة الرسمية قبل أسبوعين من الاستفتاء.
قبل الاستفتاء، مُنعت بي بي سي وصوت أمريكا من دخول البلاد لمدة ستة أشهر. تلقت إذاعة فرنسا الدولية «تحذيراً» من تغطيتها.
في 11 مايو / أيار، قُتل ما لا يقل عن 26 شخصًا في مقاطعة سيبيتوكي، على أيدي رجال ميليشيات من جمهورية الكونغو الديمقراطية، حسبما زُعم. 
دعا الائتلاف البوروندي المعارض، المجلس الوطني لاحترام اتفاق أروشا من أجل السلام والمصالحة في بوروندي واستعادة حقوق الإنسان، ودعا سكان بوروندي إلى مقاطعة التصويت الذي اتهموا كونه «مذكرة إعدام» لاتفاقيات أروشا لعام 2000 التي أنهت الحرب الأهلية البوروندية. هدد مرسوم رئاسي بالسجن ثلاث سنوات لكل من يدان بتشجيع الناس على عدم التصويت. 
وتقول التقارير الواردة من مراكز الاقتراع أن بعض الناس أجبروا على التصويت لتجنب التعرض للضرب أو الاعتقال. وقالت منظمة هيومن رايتس ووتش في بيان إن المعارضين المشتبه بهم تعرضوا للقتل والاغتصاب والخطف والضرب والترهيب، مضيفة أنها وثقت ما لا يقل عن 15 حالة قتل وست حالات اغتصاب وثماني عمليات اختطاف خلال يوم التصويت.

## النتائج
| خيار                        | الأصوات   | ٪     |
| --------------------------- | --------- | ----- |
| مع                          | 3,359,493 | 79.08 |
| ضد                          | 888,564   | 20.92 |
| أصوات غير صالحة / فارغة     | 33,8673   | -     |
| مجموع                       | 4,586,730 | 100   |
| الناخبون المسجلون / الاقبال | 4,768,154 | 96.19 |
| المصدر: CENI                |           |       |